# Parque provincial Salto Encantado del Valle del Arroyo Cuñá Pirú
El parque provincial Salto Encantado del Valle del Arroyo Cuñá Pirú es un área natural protegida de la provincia argentina de Misiones.
Se ubica en el municipio de Salto Encantado, ocupa una superficie de 13 227 hectáreas y es atravesado por el arroyo Cuña Pirú (mujer flaca en guaraní) que forma el salto Encantado. Parte del parque también se halla en el departamento Libertador General San Martín.
Guardaparques del Ministerio de Ecología de Misiones cuentan con un destacamento dentro del parque y se encargan la vigilancia y control del mismo.

## Creación
El parque provincial del Salto Encantado fue creado el 27 de junio de 1991, por medio de la sanción de la ley provincial n.º 2854:

Créase el "PARQUE PROVINCIAL DEL SALTO ENCANTADO" sobre una superficie de 705 hectáreas 76 áreas 89 centiáreas propiedad de la Provincia de Misiones localizado en el Departamento Cainguás, Municipio de Aristóbulo del Valle identificado catastralmente como: Lote 216 de la Colonia de Garuhapé y Lote 216 de la Colonia Salto Encantado. Siendo sus límites:
 AL NORTE: lotes de propiedad privada de la Colonia de Garuhapé.
 AL ESTE: Ruta Provincial número 220.
 AL SUR: lotes de propiedad privada de la Colonia Salto Encantado.
 AL OESTE: lotes de propiedad privada.

La ley n.º 4239 sancionada el 24 de noviembre de 2005 amplió el área del parque provincial con dos sectores del municipio Garuhapé en el departamento Libertador General San Martín, de 385 ha 7 a 76 ca (lote A) y 12 109 ha 74 a 25 ca (lote B), redenominándolo parque provincial Salto Encantado del Valle del Arroyo Cuñá Pirú. Con una parte a deducir del lote B la ley creó la reserva natural cultural Cuña Pirú, en donde hay asentamientos del pueblo mbyá guaraní.

## Saltos

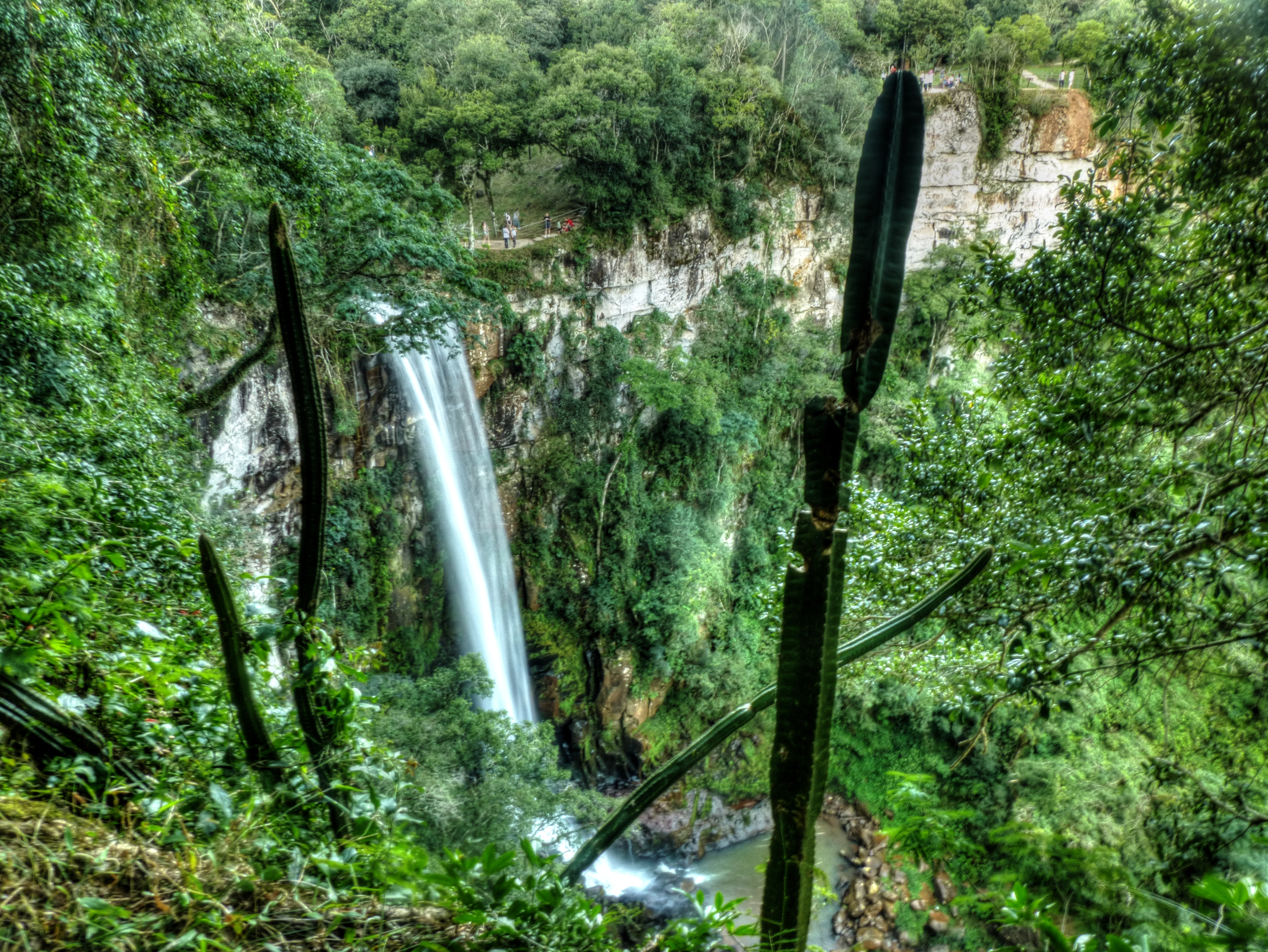
Vista del salto Encantado.

El parque cuenta con varias cascadas sobre el arroyo Cuñá Pirú, siendo la principal el salto Encantado, una caída de agua de 64 metros de altura que da nombre al parque y que representa el principal atractivo del lugar.
Existen varios miradores dentro del parque para poder apreciar el salto. Además se pueden realizar varios senderos, algunos de mayor dificultad, que recorren la selva Paranense y permiten acceder a los Saltos La Olla, Picaflor y Escondido.

## Recursos naturales

### Fauna
Existen registros de 36 especies de mamíferos dentro del parque, entre los que se destaca el yaguareté. Además, hay 214 especies de aves, como la yacutinga (Aburria yacutinga), el águila viuda (Spizastur melanoleucus), el urú (Odontophorus capueira), el yeruvá o loro güi-güí (Baryphthengus ruficapillus), la tovaca común (Chamaeza campanisoma), el yacú-poí y tucanes de por lo menos tres especies. El Ministerio de Ecología de la provincia de Misiones tiene instaladas cámaras ocultas dentro de la selva para dar seguimiento a la diversa fauna que se encuentra en el parque y en sus inmediaciones.

### Flora
En cuanto a la flora, se destacan el guatambú blanco, loro negro, cedro, lapacho y caña fístola.

## Acceso
El ingreso principal al parque se encuentra en la localidad de Villa Salto Encantado, sobre la Ruta Nacional 14, entre Aristóbulo del Valle y Dos de Mayo. Desde allí, se deben recorrer 5 kilómetros de camino asfaltado hasta llegar a uno de los accesos del parque, donde existe estacionamiento para los vehículos.

## Galería

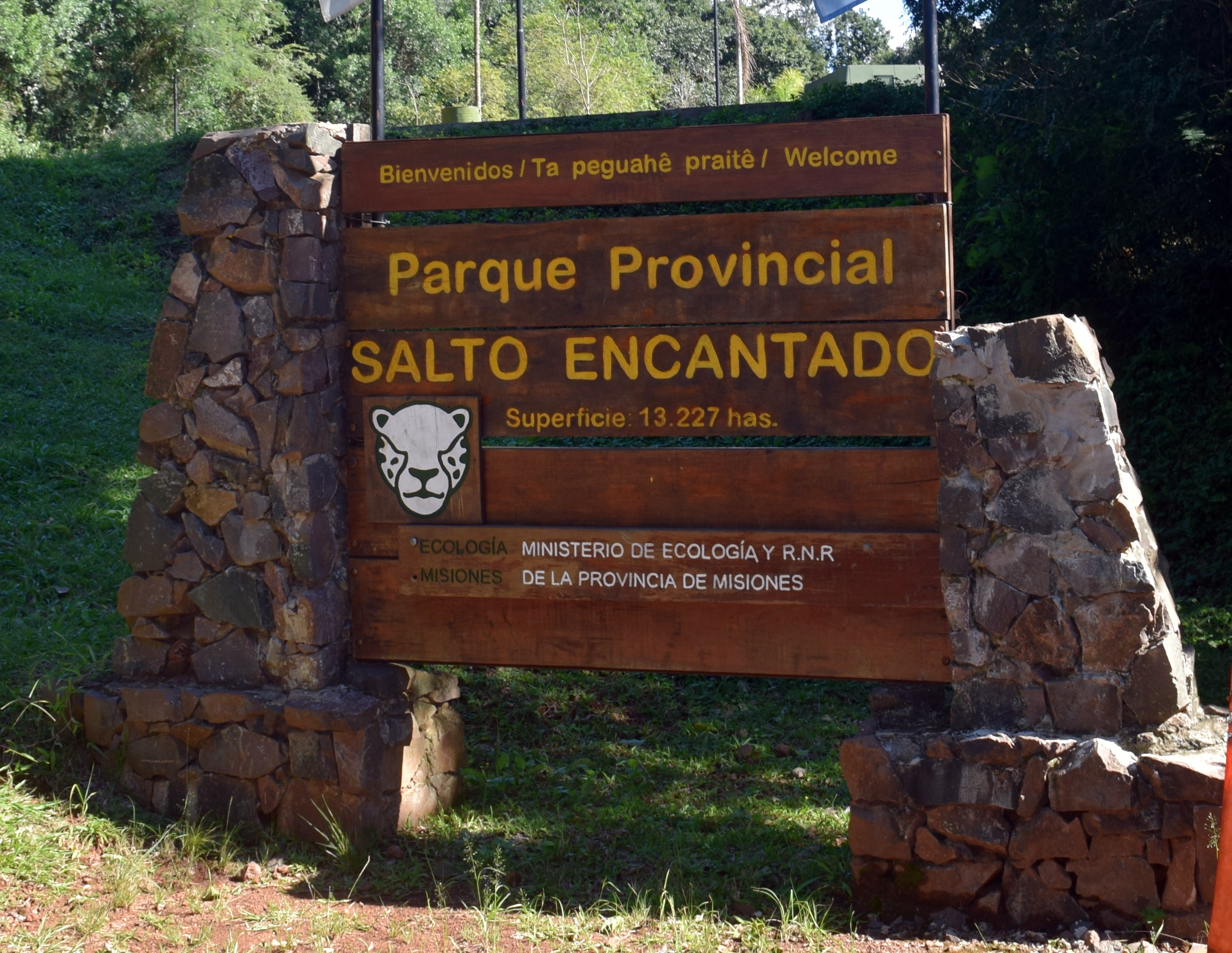
Cartel de acceso al parque provincial.
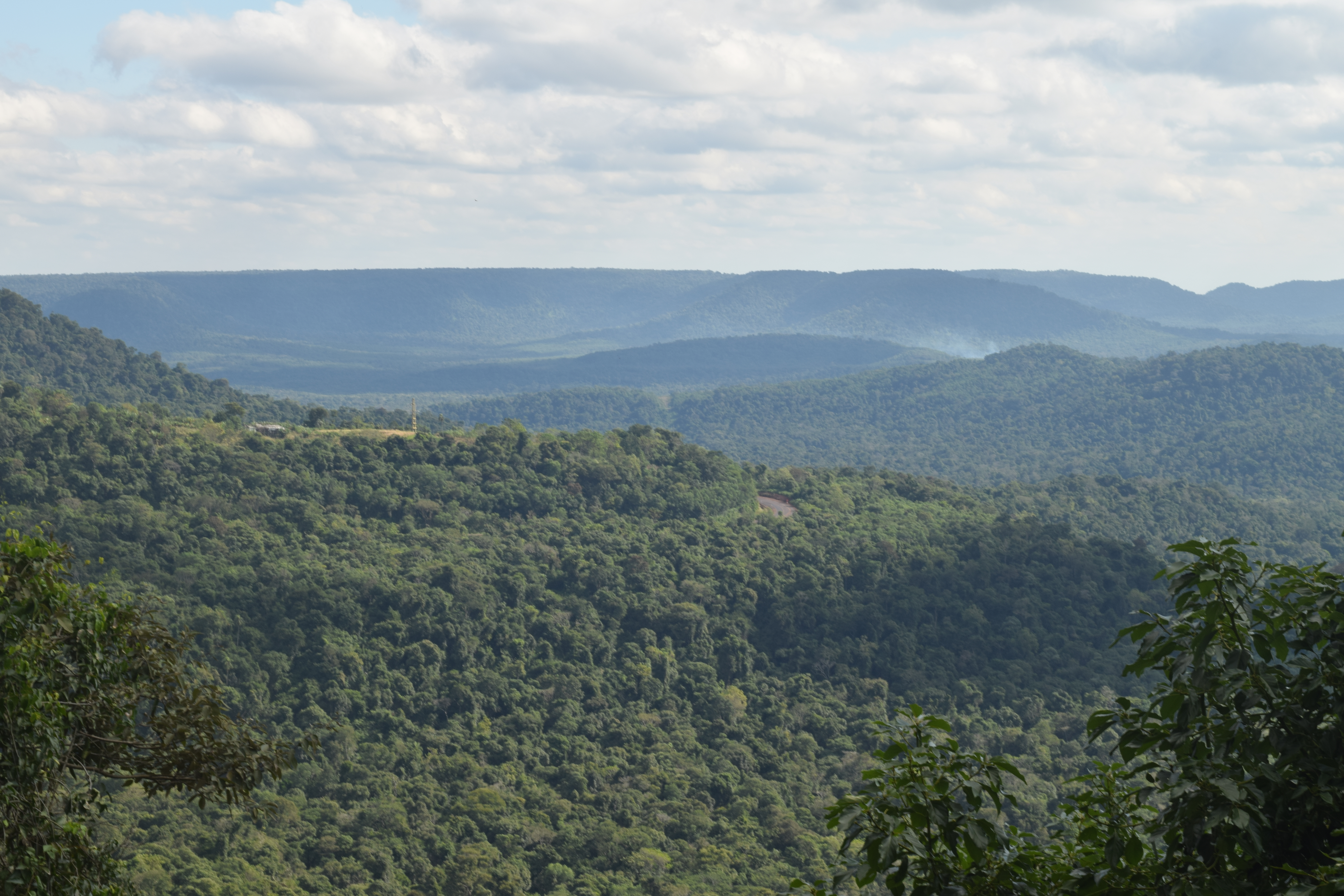
Vista desde uno de los miradores de la Ruta Provincial 7.
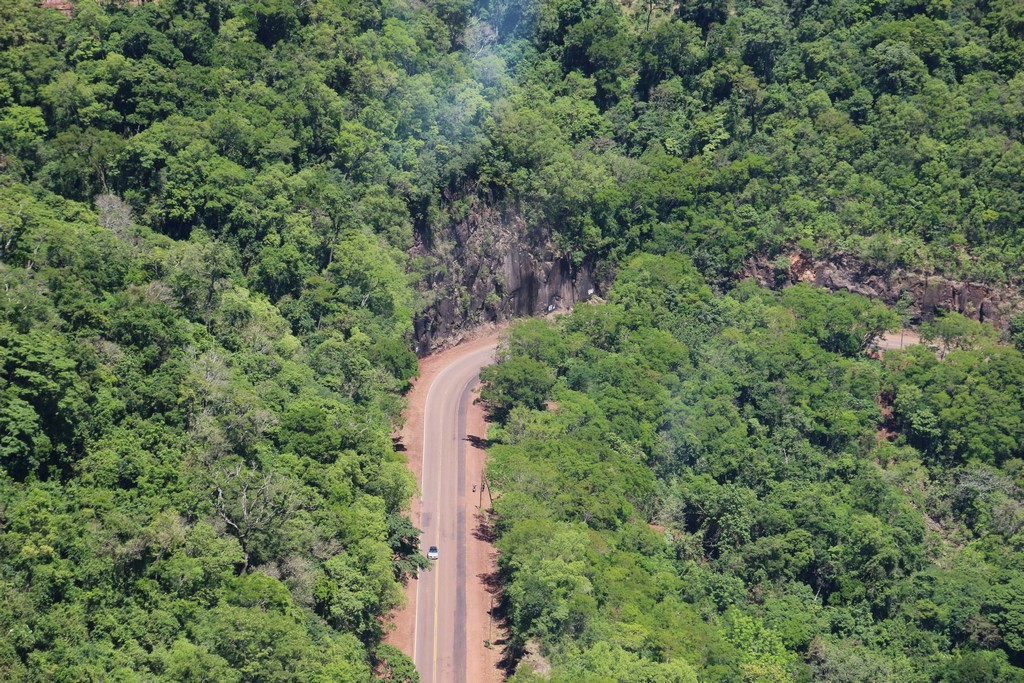
La RP7 atravesando el Valle de Cuñá Pirú.
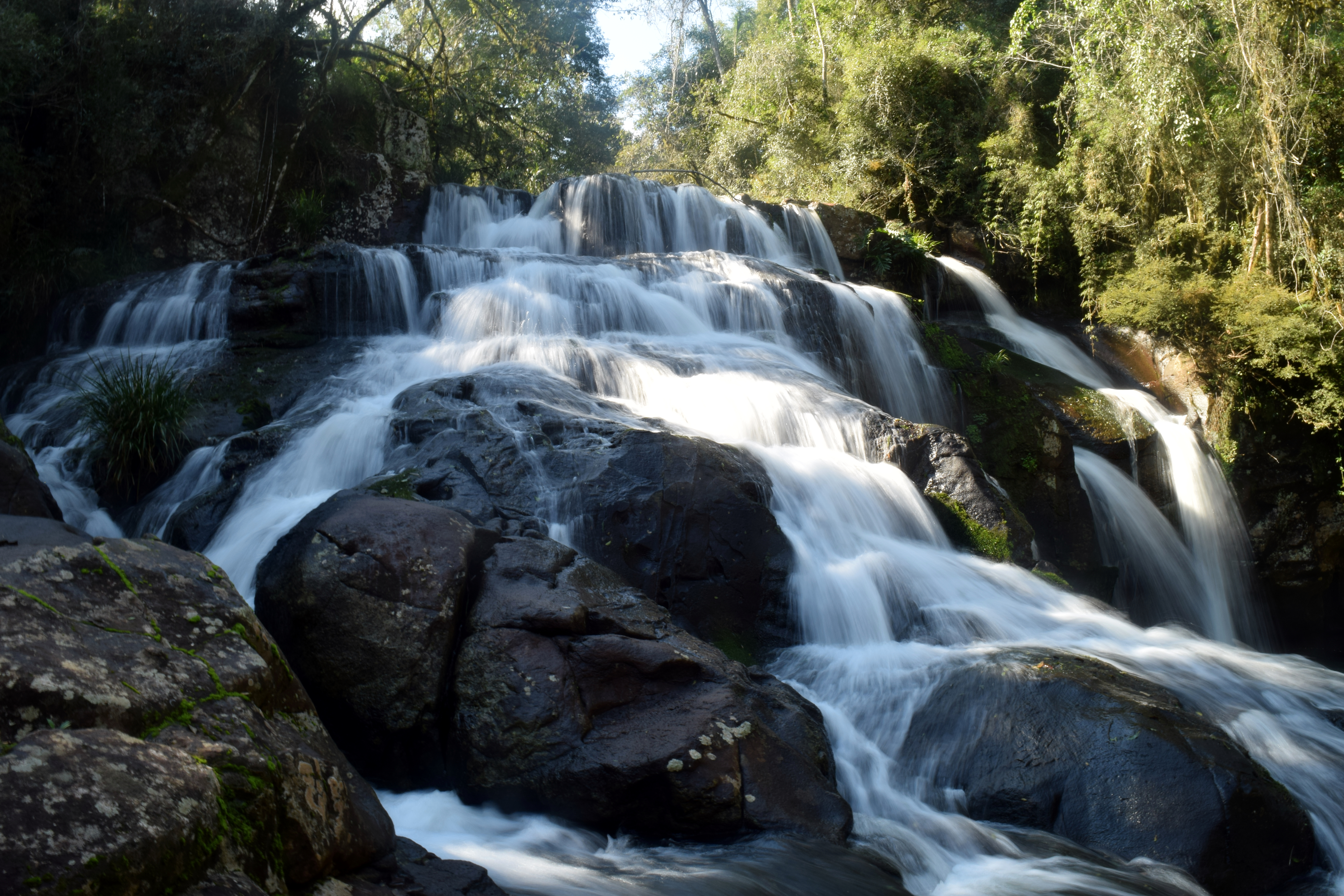
Salto La Olla.
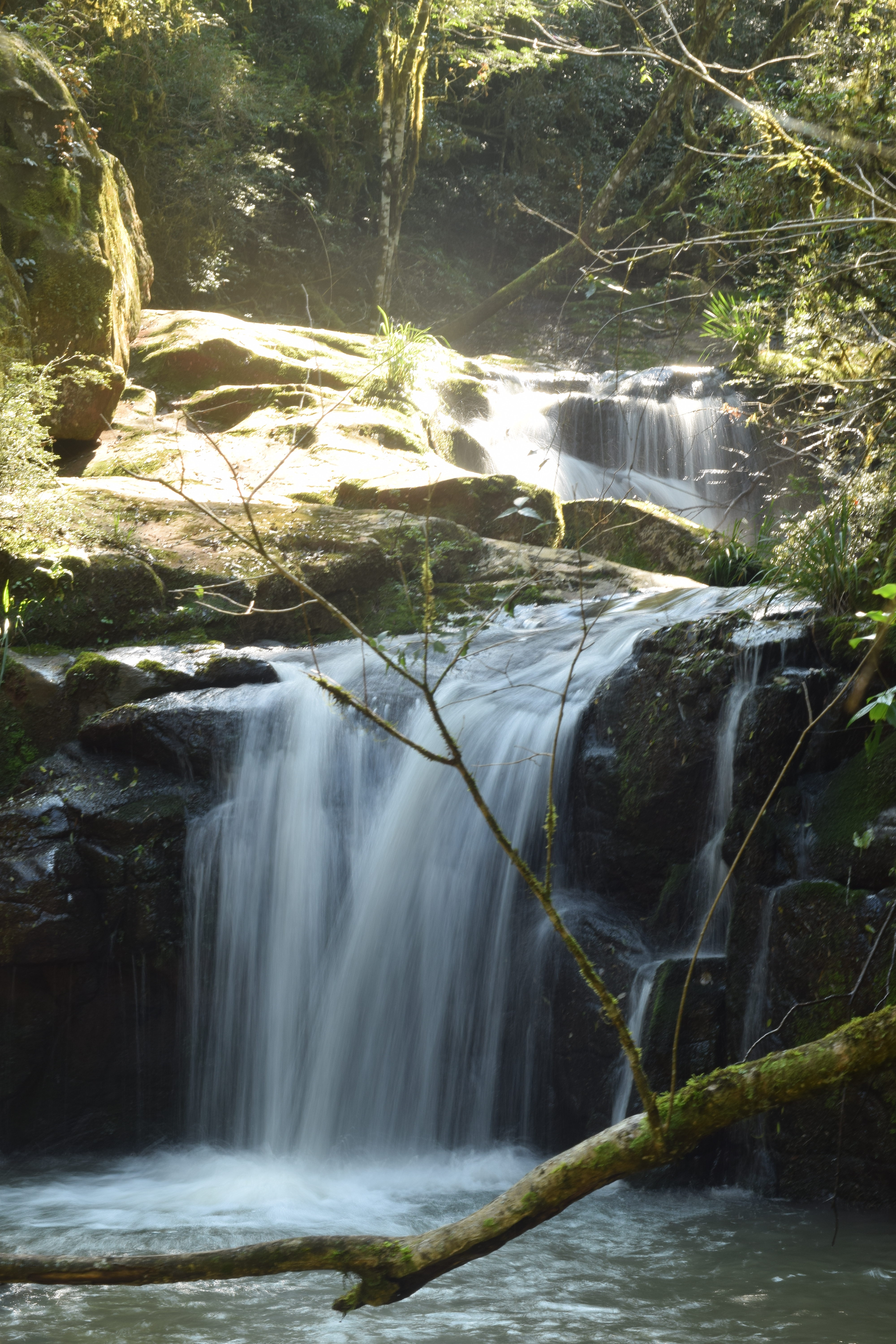
Salto Picaflor.
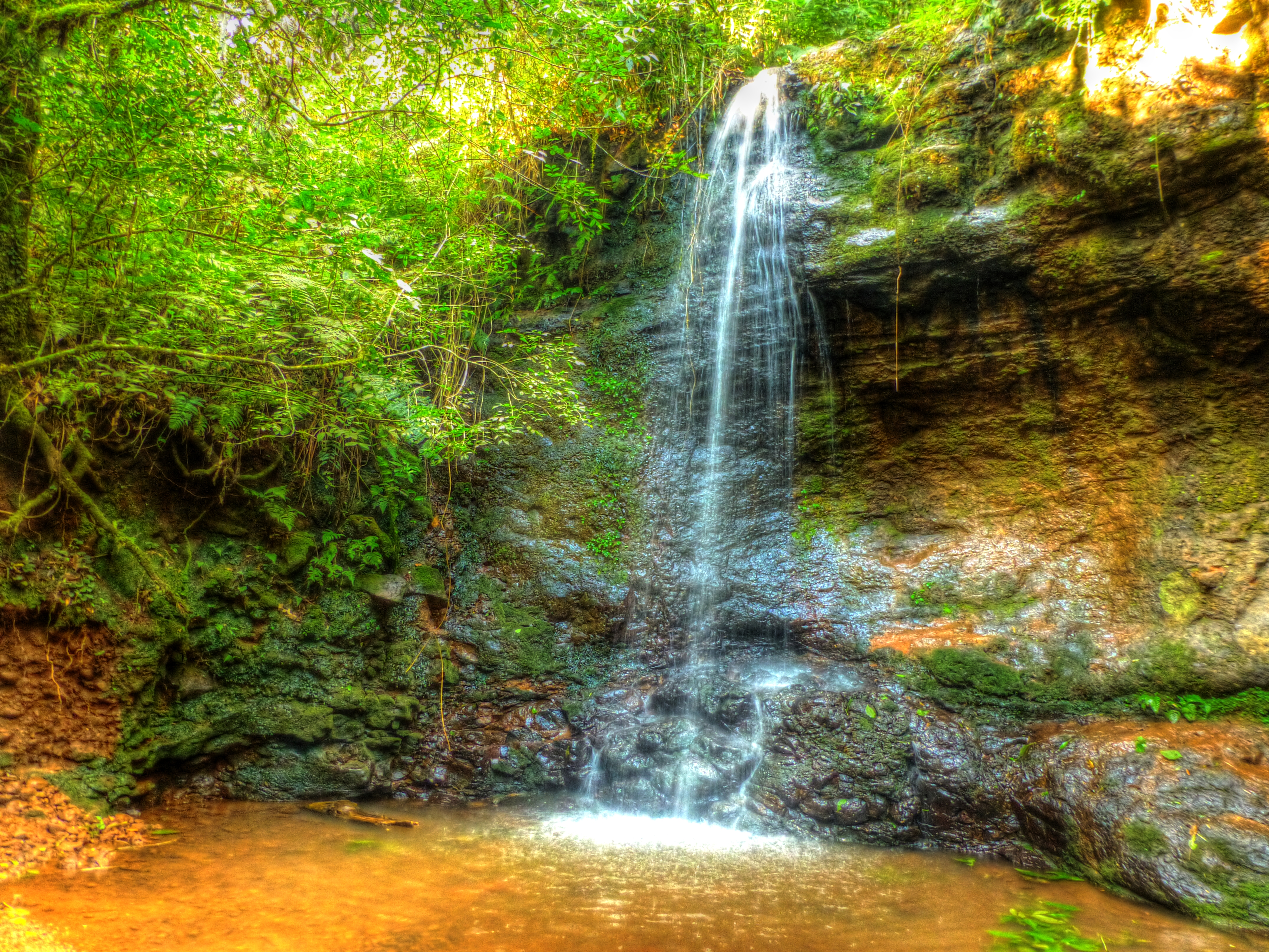
Salto Escondido.
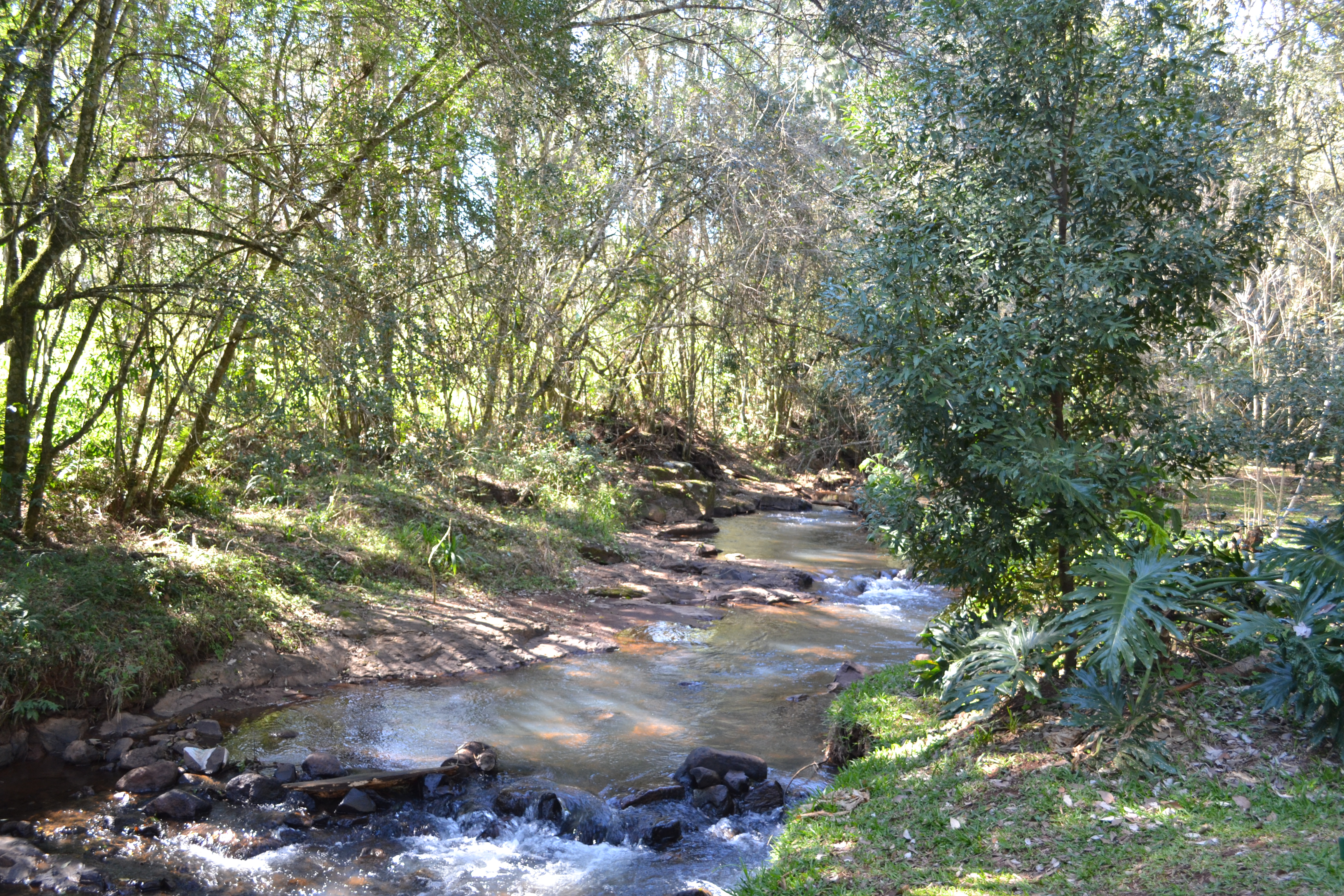
Arroyo Cuñá Pirú.